# 高贤寿圣寺塔
高贤寿圣寺塔，位于中华人民共和国河南省周口市太康县高贤乡寿圣寺旧址。该塔始建于宋代，明正德十三年（1518年）重建，1986年11月被公布为第二批河南省文物保护单位，2013年3月被公布为第七批全国重点文物保护单位。该塔为一座斜塔，疑因东北侧地基松软，导致塔身向东北方向倾斜约15度。

## 建筑特点
高贤寿圣寺塔为六角七级仿楼阁式砖塔，塔高28.5米，塔基周长22.8米。塔身的一至六层均在南面辟有圭形门，每层檐下均有砖雕斗拱，其中一至五层的斗拱为五踩重翘形式，最上两层的斗拱则为三踩单翘形式。该塔塔身各层的南壁内均嵌砌有石雕佛像，从下至上各层分别嵌有101尊、35尊、19尊、26尊、19尊、6尊、5尊佛像，第一层和第三层分别另有13方和1方石刻题记，总计共有211尊佛像和14方石刻题记。根据塔身石刻记载，该塔只在春秋两季建造，塔砖之间的缝隙由糯米、石灰、胶泥混合熬制成的糯米砂浆填充。